# Дружба (Звениговський район)
Дру́жба (рос. Дружба, марій. Дружба) — присілок у складі Звениговського району Марій Ел, Росія. Входить до складу Кужмарського сільського поселення.

## Населення
Населення — 13 осіб (2010; 25 у 2002).
Національний склад (станом на 2002 рік):
- марі — 100 %